# Лемма о рукопожатиях
Лемма о рукопожатиях — положение теории графов, согласно которому любой конечный неориентированный граф имеет чётное число вершин нечётных степеней. Название происходит от известной математической задачи: необходимо доказать, что в любой группе число людей, пожавших руку нечётному числу других людей, чётно.
Лемма является следствием формулы суммы степеней, также иногда называемой леммой о рукопожатиях:
{\displaystyle \sum _{v\in V}\deg(v)=2|E|}
для графа с множеством вершин {\displaystyle V} и множеством рёбер {\displaystyle E}. Оба результата доказаны Эйлером в докладе о семи мостах Кёнигсберга (1736), положившем начало исследованиям в области теории графов.
Вершины нечётных степеней графа иногда называются нечётными вершинами или нечётными узлами; используя эту терминологию, можно перефразировать лемму таким образом: каждый граф имеет чётное число нечётных вершин.
Формула суммы степеней подразумевает, что {\displaystyle k}-регулярный граф с числом вершин {\displaystyle n} имеет {\displaystyle kn/2} рёбер; в частности, если {\displaystyle k} нечётно, число рёбер должно делиться на {\displaystyle k}.
Лемма неприменима к бесконечным графам, даже если они имеют конечное число нечётных вершин. Например, бесконечный путь с одной концевой вершиной имеет единственную нечётную вершину (то есть, нечётное количество).
Лемма использована в одном из доказательств леммы Шпернера, а также «задачи о восхождении на гору».

## Доказательство
При доказательстве формулы степеней Эйлер использовал технику двойного (повторного) счёта: посчитал количество инцидентных пар {\displaystyle (v,e)}, где {\displaystyle e} — ребро и {\displaystyle v} — одна из его концевых вершин двумя разными способами. При добавлении ребра сумма степеней вершин графа увеличивается на 2, то есть вершина {\displaystyle v} принадлежит {\displaystyle \deg(v)} парам, где {\displaystyle \deg(v)} — степень вершины (количество инцидентных ей рёбер). Следовательно, число инцидентных пар совпадает с суммой всех степеней. Однако каждое ребро принадлежит двум инцидентным парам, так как имеет две концевые вершины. Поэтому число инцидентных пар равно {\displaystyle 2|E|}. Поскольку две данные формулы предназначены для одного и то же множества, их значения одинаковы.
Чётность или нечётность суммы целых чисел не зависит от количества чётных слагаемых. Сумма чётна, если число нечётных слагаемых чётно (и нечётна в противном случае). Так как одна часть уравнения всегда чётна {\displaystyle (2|E|)}, другая часть должна содержать чётное число нечётных слагаемых, то есть вершин нечётной степени.